# 西宮中央通商店街
西宮中央通商店街（にしのみやちゅうおうしょうてんがい）は、兵庫県西宮市にある商店街である。南北のもみじ通り、東西の柳通り、さくら通りの3本から形成されている。

## 概要
普段は静かな商店街であり、買い物客は同商店街内のグルメシティやエビスタ西宮に流れたりしている。また、この商店街の西側には、西宮神社があることから祭りの屋台が出たり、店が祭りに参加したりとにぎやかである。その時の人通りは身動きがとれないほどである。商売繁盛、招福、人形芝居のまちとしても様々なイベントをおこなっている。ご当地ゆるキャラの「ふくみみ福ちゃん」など、商店街を盛り上げるために日々がんばっているとのこと。
阪神・淡路大震災以前はアーケードがあり、商店街には南北にもみじ通り、東西にさくら通り、柳通りと3本のアーケードがあり雨の日の買い物もしやすかった。また、西宮中央商店街の北側の入口には、阪神・淡路大震災のモニュメントとして、5時46分を指した時計が置いてある。

## 主な施設
- 西宮戎郵便局
- グルメシティ阪神西宮店
- 戎座人形芝居館

## 周辺
- 西宮神社
- エビスタ西宮
- ドン・キホーテ西宮店
- 西宮郵便局（日本郵便西宮支店・ゆうちょ銀行西宮店併設）
- 西宮市役所
- 阪神電鉄西宮駅
- 国道43号
- 国道2号
- 国道171号

## アクセス
駐輪場がエビスタ西宮や阪神西宮駅にある。

## 電車
阪神西宮駅えびす口からスグ

## バス
阪神バス阪神西宮、阪神西宮南口、阪神西宮東口からスグ